# Gabriel Hanotaux

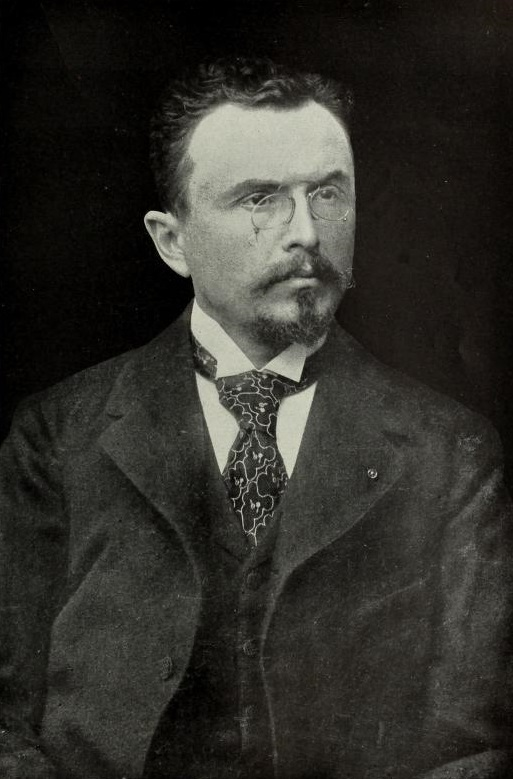
Gabriel Hanotaux

Albert Auguste Gabriel Hanotaux, conhecido como Gabriel Hanotaux (19 de novembro de 1853 - 11 de abril de 1944) foi um estadista e historiador francês.

## Biografia
Ele nasceu em Beaurevoir no departamento de Aisne. Ele estudou história na École des Chartes, e tornou-se professor na École des Hautes Etudes. Sua carreira política foi a de um funcionário público em vez de um político de partido. Em 1879 ingressou no Ministério das Relações Exteriores como secretário e subiu gradualmente no serviço diplomático.
Em 1886, foi eleito deputado por Aisne, mas derrotado em 1889, voltou à carreira diplomática e, em 31 de maio de 1894, aceitou a oferta de Charles Dupuy para ser ministro das Relações Exteriores. Com uma interrupção (de 28 de outubro de 1895 a 29 de abril de 1896, durante o ministério de Leon Bourgeois) ocupou esta pasta até 14 de junho de 1898. Durante seu ministério desenvolveu a aproximação da França com a Rússia - visitando São Petersburgo com o presidente, Félix Faure – e procurou delimitar as colônias francesas na África por meio de acordos com os britânicos. O Incidente de Fashoda de julho de 1898 foi o resultado mais notável dessa política. Isso parece ter intensificado a desconfiança de Hanotaux em relação à Inglaterra, o que é aparente em suas obras literárias (embora a maioria delas tenha sido escrita depois que ele deixou o Quai d'Orsay).
Hanotaux foi eleito membro da Académie française em 1 de abril de 1897. Serviu como delegado da França na Liga das Nações e participou nos dias 1 (15 de novembro - 18 de dezembro de 1920), 2 (5 de setembro - 5 de outubro de 1921), 3ª (4–30 de setembro de 1922) e 4ª Assembléias (3–29 de setembro de 1923). No início da década de 1920, houve propostas para que a Liga das Nações aceitasse o esperanto como língua de trabalho. Dez delegados aceitaram as propostas com apenas uma voz contra, o delegado francês, Gabriel Hanotaux. Os franceses empregaram seu veto como membro do Conselho da Liga em todas essas votações, começando com a votação em 18 de dezembro de 1920. Hanotaux não gostou de como a língua francesa estava perdendo sua posição como a língua internacional da diplomacia e viu o esperanto como uma ameaça.
Gabriel Hanotaux morreu em Paris em 1944 e foi enterrado no Cemitério Passy. Sua casa em Orchaise agora serve como um jardim botânico, o Parque Botânico Prieuré d'Orchaise.

## Trabalhos
- Les Villes retrouvées (1881)
- Origines de l'institution des intendants des provinces, d'après les documents inédits (1884)
- Henri Martin, sa vie, ses œuvres, son temps, 1810-1883, Librairie Léopold Cerf, Paris, 1885, VII-340 p.. Online et téléchargeable sur Internet Archive.
- Études historiques sur le XVIe et le XVIIe en France (1886)
- Recueil des instructions données aux ambassadeurs et ministres de France : depuis les traités de Westphalie jusqu'à la Révolution française (1888-1913)
- Essai sur les libertés de l'Église gallicane depuis les origines jusqu'au règne de Louis XIV (1888)
- Note sur la famille maternelle de Jean de La Fontaine (les Pidoux du Poitou et de l'Île-de-France) (1889)
- Paris en 1614 (1890)
- Histoire du cardinal de Richelieu (1893-1903)
- Les Hommes de 1889 (1893)
- L'Affaire de Madagascar (1896)
- Tableau de la France en 1614, la France et la royauté avant Richelieu (1898)
- La Seine et les quais, promenades d'un bibliophile (1901)
- Du Choix d'une carrière (1902)
- L'Énergie française (1902)
- Histoire de la France contemporaine, 1871-1900 (1903-1908) Vol. I : Le gouvernement de M. Thiers,[4] Vol. II : La Présidence du Maréchal de Mac Mahon - L'échec de la Monarchie, Vol. III : La Présidence du Maréchal de Mac Mahon - La constitution de 1875 et Vol. IV : La République Parlementaire disponibles sur Internet Archive
- La Paix latine (1903)
- La jeunesse de Balzac. Balzac imprimeur 1825-1828, com Georges Vicaire Paris, A. Ferroud, 1903, 1re édition. Librairie des Amateurs, A. Ferroud, F. Ferroud, 1921. La partie « Balzac imprimeur » recense et décrit tous les livres imprimés par Balzac dans son imprimerie.
- Le Partage de l'Afrique : Fachoda (1909)
- La Démocratie et le Travail (Flammarion, Bibliothèque de philosophie scientifique, 1910)
- La Fleur des histoires françaises (1911)
- Jeanne d'Arc (1911)
- Une commémoration franco-américaine. Pour un grand français, Champlain (1912)
- Études diplomatiques. La Politique de l'équilibre, 1907-1911 (1912)
- Histoire de la nation française (1913)
- La France vivante. En Amérique du Nord (1913)
- Études diplomatiques. 2e série. La guerre des Balkans et l'Europe, 1912-1913 (1914)
- Les Villes martyres. Les falaises de l'Aisne (1915)
- Pendant la grande guerre, I (août-décembre 1914) : études diplomatiques et historiques (1916)
- L'Énigme de Charleroi (1917), l'Édition Française Illustrée, Paris
- L'Aisne pendant la Grande guerre (1919)
- Circuits des champs de bataille de France, histoire et itinéraires de la Grande guerre (1919)
- De l'histoire et des historiens (1919)
- Le Traité de Versailles du 28 juin 1919. L'Allemagne et l'Europe (1919)
- Joffre (avec le lieutenant-colonel Fabry) (1921)
- La Bataille de la Marne (1922)
- Georges Vicaire. 1853-1921 (1922)
- Histoire illustrée de la guerre de 1914, illustr. Auguste-Louis Lepère - online (1924)
- Bibliophiles (1924)
- Le Général Mangin (1925)
- La Renaissance provençale. La Provence niçoise (1928)
- Préface des Mémoires of  fr, Plon, Paris (1928)
- Histoire des colonies françaises et de l'expansion de la France dans le monde (1929-1934), com Alfred Martineau (Volume II Algérie online)
- Le Maréchal Foch ou l'homme de guerre (1929)
- Regards sur l'Égypte et la Palestine (1929)
- En Belgique par les pays dévastés (1931)
- Histoire de la nation égyptienne (1931-1940)
- L'Art religieux ancien dans le comté de Nice et en Provence (1932)
- À propos de l'histoire (com Paul Valéry) (1933)
- Mon temps (1935-1947)
- Pour l'Empire colonial français (1935)
- Raymond Poincaré (1935)

Quatro volumes de suas memórias, Mon Temps, foram publicados entre 1933 e 1947.
Editou as Instructions des ambassadeurs de France à Rome, depuis les traités de Westphalie (1888).